# Andreas Malm
Pour les articles homonymes, voir Malm.
Andreas Malm, né 11 novembre 1977 à Mölndal en Suède, est un auteur suédois, maître de conférences en géographie humaine à l'université de Lund et un militant classé à l’extrême gauche, engagé en particulier dans l'activisme pro palestinien puis dans la lutte contre le changement climatique.
Il siège au comité de rédaction de la revue Historical Materialism (en), une revue académique trimestrielle spécialisée dans le matérialisme historique, l'étude de la société, de l'économie et de l'histoire en utilisant une approche marxiste.

## Parcours et engagements personnels

### Débuts et premiers engagements
Durant de nombreuses années, Andreas Malm est une personnalité bien connue de la Suède non parlementaire. Il débute par l'activisme pro-palestinien dans les années 1990, puis publie le livre Bulldozers Against a People, dans lequel il fait la chronique de son propre travail avec des militants pour la Palestine. Il s'engage de manière durable dans le combat contre la colonisation de la Palestine, contre l'islamophobie en Europe et contre « l'impérialisme américain ».
Il écrit pour le journal d'un syndicat suédois, Arbetaren, de 2002 à 2009. À partir de 2010, il écrit dans le journal Internationalen (sv), l'hebdomadaire du parti trotskyste, Parti socialiste suédois (sv), qui fait partie de la Quatrième Internationale - Secrétariat unifié, et dont il est membre. Il participe au magazine de gauche radicale américaine Jacobin. Il est une des personnes qui, depuis le début, participent en Suède à l'International Solidarity Movement. Il participe à des groupes de désobéissance civile contre le changement climatique.
Il écrit également deux livres sur la lutte des travailleurs en Iran avec sa partenaire Shora Esmailian (sv) — pays où ils sont depuis interdits de séjour.
En octobre 2022, après des protestations, l'Académie des Beaux-Arts de Vienne annule une conférence qu'il devait prononcer lors de la journée d'action pour le climat. L'annulation est motivée non pas du fait de ses positions radicales sur le « terrorisme climatique », mais de ses prises de position sur la question d'Israël, Malm ayant décrit par le passé Israël comme une « entité sioniste ».

### Lutte contre le changement climatique
Dans sa thèse Fossil Capital, il soutient que la percée de l'énergie tirée du charbon n'était pas due à son efficacité en tant que source d'énergie, mais parce qu'« elle facilitait beaucoup le contrôle de la main-d'œuvre ». Alors que l'hydroélectricité — qui à l'époque était à la fois moins chère et plus économe en énergie — était liée à la proximité des rivières, les machines à vapeur pouvaient être installées dans les villes et les cités, où des infrastructures éducatives et des forces de police étaient déjà en place. « Cela a permis à long terme aux capitalistes d'exploiter plus facilement la force de travail et de garantir leurs profits ».
Par la suite, s’attachant à concilier marxisme et environnementalisme, il encourage les activistes écologiques à dépasser le pacifisme pour lutter contre le « capitalisme fossile ». Dans son ouvrage The Progress of This Storm (2018), il plaide en faveur d'une perspective marxiste sur le climat.
Son message séduit une partie de la gauche radicale,. En 2023, il intervient lors de deux conférences à l'institut La Boétie, le think tank du mouvement politique La France insoumise, au sujet du capitalocène et des stratégies de désobéissance civile,. Il apporte également son soutien aux mouvements d'opposition aux méga-bassines en France.

#### Comment saboter un pipeline
Selon Libération, l'auteur constate dans son livre Comment saboter un pipeline l'échec des différentes actions écologistes non violentes depuis les années 2000 à infléchir les émissions de gaz à effet de serre en France, malgré le nombre de personnes mobilisées. Les perspectives économiques du capitalisme et de l'industrie extractive restent selon lui inchangées.

#### Théoricien des Soulèvements de la Terre?
Le 21 juin 2023, Gérald Darmanin le cite dans le décret de dissolution des Soulèvements de la Terre, comme « théoricien » de l'association de fait, citant son dernier essai Comment saboter un pipeline, comme la principale inspiration du mouvement,,.
Dans une tribune au Monde, Andreas Malm rappelle que ni lui, ni son éditeur, La Fabrique, n'ont été soupçonnés ou accusés d'illégalité. Il évoque la possibilité que des critiques ou un rejet du raisonnement de son livre puissent être fait, mais juge « stupéfiant » que ces propositions soient « qualifiées de “terrorisme intellectuel” ou “d’actions extrêmes allant jusqu’à la confrontation avec les forces de l’ordre” ». Une position partagée par son éditeur, La Fabrique, qui alerte sur « les nouvelles formes de censure, d’atteintes aux libertés et de mesures d’intimidation qui pèsent sur les maisons d’édition »,.

#### Avis de Tempête
Dans son essai Avis de tempête, Andreas Malm prend ses distances avec les théoriciens Bruno Latour et Philippe Descola, et indique que « nous avons ardemment besoin d'une haine de classe écologique », renvoyant par là à l'urgence climatique et à l'inadéquation des discours modérés.

## Réception critique
Pour Marianne, Andreas Malm est un « penseur en vogue dans les milieux de gauche radicale ». Naomi Klein, qui cite Malm dans son livre Tout peut changer, le décrit comme « l'un des penseurs les plus originaux sur le sujet » du changement climatique. Pour L'Express, il serait le « nouveau gourou des écologistes radicaux ».
Selon Olivier Vial, directeur du CERU, laboratoire d’idées universitaire chargé du programme de recherche sur les radicalités, les travaux et les écrits d'Andreas Malm « ont contribué à relégitimer l'utilité de la violence dans l'esprit des militants. » Malm est, en effet, défenseur de l'intégration du « sabotage » aux méthodes du mouvement contre le changement climatique,.
En novembre 2022, Camille Étienne cite Andreas Malm en rappelant que « toutes les victoires civiles […] et droits obtenus, [nous les devons] à la collaboration étroite entre une branche plus modérée et ce qu’on appelle la “théorie d’un flanc plus radical” » dans l’émission C ce soir.

## Publications

### Ouvrages originels
- (sv) Bulldozers mot ett folk – om ockupationen av Palestina och det svenska sveket, 2002
- (sv) När kapitalet tar till vapen – om imperialism i vår tid, 2004
- (sv) Radar : signaler från arbetarens essäsidor 2002–2004, (red), 2004
- (sv) Sprängkraft i Iran – arbetarkamp och krigshot, 2005
- (sv) Vi skulle få leva här: om muren i Palestina, (red), 2005
- (sv) Det är vår bestämda uppfattning att om ingenting görs nu kommer det att vara för sent, Atlas, 2007
- (en) Iran on the Brink: Rising Workers and Threats of War, Pluto/University of Michigan, Press 2007, en collaboration avec Shora Esmailian
- (sv) Hatet mot muslimer, Atlas, 2009
- (en) Fossil capital : The Rise of Steam Power and the Roots of Global Warming, Londres, Verso, 2016, 488 p. (ISBN 978-1-78478-129-3, BNF 45598996)
- (en) The Progress of The Storm : Nature and Society in a Warming World, Londres, Verso Books, février 2020
- (sv) Stormens utveckling: att leva i den globala uppvärmningens tid, Modernista, 2020.
- (en) Corona, Climate, Chronic Emergency : War Communism in the Twenty-First Century, Londres, Verso Books, septembre 2020
- (en) How to Blow Up a Pipeline : Learning to Fight in a World on Fire, Londres, Verso Books, 2021

- (en) The Destruction of Palestine Is the Destruction of the Earth, Londres, Verso Books, janvier 2025, 144 p. (ISBN 978-1-83674-008-7)

### Ouvrages traduits en français
- L'Anthropocène contre l'histoire : le réchauffement climatique à l’ère du capital (trad. de l'anglais), Paris, La Fabrique, 2017, 250 p. (ISBN 978-2-35872-095-3, BNF 45253887)
- Comment saboter un pipeline (trad. de l'anglais), Paris, La Fabrique, juin 2020, 216 p. (ISBN 978-2-35872-195-0)
- La Chauve-souris et le Capital : stratégie pour l'urgence chronique (trad. de l'anglais), Paris, La Fabrique, septembre 2020, 248 p. (ISBN 978-2-35872-203-2)
- Avis de tempête : Nature et culture dans un monde qui se réchauffe (trad. de l'anglais), Paris, La Fabrique, octobre 2023, 240 p. (ISBN 978-2-35872-261-2)
- Pour la Palestine comme pour la Terre : Les ravages de l’impérialisme fossile (trad. de l'anglais), Paris, La Fabrique, février 2025, 168 p. (ISBN 978-2-35872-291-9)

## Au cinéma
- 2023 : Sabotage de Daniel Goldhaber, d'après How to Blow Up a Pipeline

### En français
- Revue Période
- Cairn.info
- Entrevue par Reporterre

### En anglais
- Lund University
- Verso Books
- Jacobin Magazine

### Bases de données
- Ressources relatives à la recherche :   - Cairn
  - Google Scholar
  - ResearchGate
- Ressources relatives à l'audiovisuel :   - Allociné
  - IMDb
- Ressource relative à la musique :   - MusicBrainz
- Notices d'autorité :   - VIAF
  - ISNI
  - BnF (données)
  - IdRef
  - LCCN
  - GND
  - Italie
  - Japon
  - CiNii
  - Pays-Bas
  - Israël
  - NUKAT
  - Catalogne
  - Suède
  - Norvège
  - Croatie
  - Tchéquie
  - Corée du Sud
  - WorldCat